# 7-я гвардейская авиационная дивизия дальнего действия
7-я гвардейская авиационная Севастопольская дивизия дальнего действия — авиационное соединение дальнебомбардировочной авиации, созданное для ведения боевых действий в Великой Отечественной войне.

## История наименований дивизии
- 7-я гвардейская авиационная дивизия дальнего действия;
- 7-я гвардейская авиационная Севастопольская дивизия дальнего действия;
- 7-я гвардейская бомбардировочная авиационная Севастопольская дивизия;
- 7-я гвардейская бомбардировочная авиационная Севастопольская Краснознаменная дивизия;
- 7-я гвардейская бомбардировочная авиационная Севастопольско-Берлинская Краснознаменная дивизия.

## История и боевой путь дивизии
7-я гвардейская авиационная дивизия дальнего действия создана 23 мая 1943 года путём выделения части сил из состава 3-й гвардейской авиационной дивизии дальнего действия.
Дивизия с 20 мая 1943 года вошла в состав 3-го гвардейского авиационного корпуса дальнего действия, где и прошла дальнейший боевой путь, участвуя в операциях:
- Белгородско-Харьковская операция[2] — с 3 августа 1943 года по 23 августа 1943 года.
- Орловская операция «Кутузов»[2] — с 12 июля 1943 года по 18 августа 1943 года.
- Днепропетровская операция — с 23 октября 1943 года по 5 ноября 1943 года.
- Ленинградско-Новгородская операция[2] — 14 января 1944 года по 1 марта 1944 года.
- Крымская операция[2] — с 8 апреля 1944 года по 12 мая 1944 года.
- Минская операция[2] — с 29 июня 1944 года по 4 июля 1944 года.
- Люблин-Брестская операция[2] — с 18 июля 1944 года по 2 августа 1944 года.
- Будапештская операция[2] — с 29 октября 1944 года по 13 февраля 1945 года.
- Воздушная операция против Финляндии — с 6 февраля 1944 года по 27 февраля 1944 года.
- Львовско-Сандомирская операция — с 13 июля 1944 года по 29 августа 1944 года.

В соответствии с Постановлением ГКО СССР от 6 декабря 1944 года 3-й гвардейский авиационный корпус дальнего действия расформирован, а дивизия вошла в состав 2-го гвардейского авиационного корпуса дальнего действия. 26 декабря 1944 года 7-я гвардейская авиационная дивизия дальнего действия Директивой Генерального Штаба № орг.10/315706 от 26 декабря 1944 года преобразована в 7-ю гвардейскую бомбардировочную авиационную дивизию, а 2-й гвардейский авиационный корпус дальнего действия, куда входила дивизия — во 2-й гвардейский бомбардировочный авиационный корпус.

### В действующей армии
В составе действующей армии дивизия находилась с 23 мая 1943 года по 26 декабря 1944 года.

## Части и отдельные подразделения дивизии
За весь период своего существования боевой состав дивизии оставался постоянным:
| Период                     | Наименование                                        | Вооружение                        |
| -------------------------- | --------------------------------------------------- | --------------------------------- |
| 23.05.1943 — 26.12.1944 г. | 9-й гвардейский авиационный полк дальнего действия  | Ил-4, переименован в 9-й гв. бап  |
| 23.05.1943 — 26.12.1944 г. | 21-й гвардейский авиационный полк дальнего действия | Ил-4, переименован в 21-й гв. бап |
| 01.04.1944 — 26.12.1944 г. | 328-й бомбардировочный авиационный полк             | Ер-2, переименован в 332-й бап    |

## В составе объединений
| Дата          | Армия                     | Корпус                                                |
| ------------- | ------------------------- | ----------------------------------------------------- |
| 23.05.1943 г. | Авиация дальнего действия | 3-й гвардейский авиационный корпус дальнего действия  |
| 06.12.1944 г. | 18-я воздушная армия      | 3-й гвардейский авиационный корпус дальнего действия  |
| 20.12.1944 г. | 18-я воздушная армия      | 2-й гвардейский авиационный корпус дальнего действия. |
| 17.01.1945 г. | 18-я воздушная армия      | 2-й гвардейский бомбардировочный авиационный корпус   |

## Командир дивизии
| Звание                           | Имя                      | Период                                  | Примечание |
| -------------------------------- | ------------------------ | --------------------------------------- | ---------- |
| Полковник, Генерал-майор авиации | Широкий Феофан Сергеевич | 24 мая 1943 года — 26 декабря 1944 года |            |

## Почётные наименования
- 7-й гвардейской авиационной дивизии дальнего действия 27 мая 1944 года за отличие в боях при овладении штурмом крепостью и важнейшей военно-морской базой на Чёрном море городом Севастополь присвоено почетное наименование «Севастопольская»[7].
- 9-му гвардейскому авиационному полку дальнего действия 27 мая 1944 года за отличие в боях в Битве за Днепр присвоено почетное наименование «Полтавский»[7]
- 21-му гвардейскому авиационному полку дальнего действия 27 мая 1944 года за отличие в боях в Битве за Днепр присвоено почетное наименование «Кировоградский»[7].

## Награды
- Указом Президиума Верховного Совета СССР 9-й гвардейский авиационный полк Дальнего Действия награждён орденом Красного Знамени.
- Указом Президиума Верховного Совета СССР 21-й гвардейский авиационный полк Дальнего Действия награждён орденом Красного Знамени.

## Объявлены благодарности
Воинам дивизии в составе корпуса объявлены благодарности Верховного Главнокомандующего:
- За отличие в боях при овладении штурмом крепостью и важнейшей военно-морской базой на Чёрном море городом Севастополь[8].
- За прорыв обороны немцев на бобруйском направлении, юго-западнее города Жлобин и севернее города Рогачев[9].
- За отличие в боях при овладении столицей Советской Белоруссии городом Минск — важнейшим стратегическим узлом обороны немцев на западном направлении[10].
- За отличие в боях при овладении областным центром Белоруссии городом и крепостью Брест (Брест-Литовск) — оперативно важным железнодорожным узлом и мощным укрепленным районом обороны немцев на варшавском направлении[11].

## Отличившиеся воины
- Алгазин Александр Кузьмич, гвардии капитан, штурман звена 9-го гвардейского авиационного полка дальнего действия 7-й гвардейской бомбардировочной авиационной дивизии дальнего действия 3-го гвардейского бомбардировочного авиационного корпуса дальнего действия авиации дальнего действия Указом Президиума Верховного Совета СССР 18 сентября 1943 года удостоен звания Герой Советского Союза. Золотая Звезда № 1727.
- Каширкин Виктор Александрович, гвардии майор, штурман эскадрильи 9-го гвардейского авиационного полка дальнего действия 7-й гвардейской бомбардировочной авиационной дивизии дальнего действия 3-го гвардейского бомбардировочного авиационного корпуса дальнего действия авиации дальнего действия Указом Президиума Верховного Совета СССР 19 августа 1944 года удостоен звания Герой Советского Союза. Золотая Звезда № 4351.
- Кошель Фёдор Фёдорович, гвардии капитан, командир звена 9-го гвардейского авиационного полка дальнего действия 7-й гвардейской бомбардировочной авиационной дивизии дальнего действия 3-го гвардейского бомбардировочного авиационного корпуса дальнего действия авиации дальнего действия Указом Президиума Верховного Совета СССР 18 сентября 1943 года удостоен звания Герой Советского Союза. Золотая Звезда № 1734.
- Митрошин Василий Трофимович, гвардии капитан, командир эскадрильи 9-го гвардейского авиационного полка дальнего действия 7-й гвардейской бомбардировочной авиационной дивизии дальнего действия 3-го гвардейского бомбардировочного авиационного корпуса дальнего действия авиации дальнего действия Указом Президиума Верховного Совета СССР 13 марта 1944 года удостоен звания Герой Советского Союза. Золотая Звезда № 3583.
- Репин Александр Иванович, гвардии майор, заместитель командира эскадрильи 9-го гвардейского авиационного полка дальнего действия 7-й гвардейской бомбардировочной авиационной дивизии дальнего действия 3-го гвардейского бомбардировочного авиационного корпуса дальнего действия авиации дальнего действия Указом Президиума Верховного Совета СССР 19 августа 1944 года удостоен звания Герой Советского Союза. Золотая Звезда № 4056.
- Фомин Николай Иванович, гвардии капитан, командир звена 9-го гвардейского авиационного полка дальнего действия 7-й гвардейской бомбардировочной авиационной дивизии дальнего действия 3-го гвардейского бомбардировочного авиационного корпуса дальнего действия авиации дальнего действия Указом Президиума Верховного Совета СССР 19 августа 1944 года удостоен звания Герой Советского Союза. Золотая Звезда № 4421.
- Южилин Александр Григорьевич, гвардии капитан, командир звена 9-го гвардейского авиационного полка дальнего действия 7-й гвардейской бомбардировочной авиационной дивизии дальнего действия 3-го гвардейского бомбардировочного авиационного корпуса дальнего действия авиации дальнего действия Указом Президиума Верховного Совета СССР 19 августа 1944 года удостоен звания Герой Советского Союза. Золотая Звезда № 4420.
- Юрченко Пётр Аксентьевич, гвардии капитан, заместитель командира эскадрильи 9-го гвардейского авиационного полка дальнего действия 7-й гвардейской бомбардировочной авиационной дивизии дальнего действия 3-го гвардейского бомбардировочного авиационного корпуса дальнего действия авиации дальнего действия Указом Президиума Верховного Совета СССР 18 сентября 1943 года удостоен звания Герой Советского Союза. Золотая Звезда № 1740.